# أليونا مون
أليونا مون (بالرومانية: Aliona Moon)‏ هي مغنية مولدوفية، ولدت في 25 مايو 1989 في كيشيناو في مولدوفا.

## وصلات خارجية
- أليونا مون على موقع IMDb (الإنجليزية)
- أليونا مون على موقع ميوزك برينز (الإنجليزية)
- أليونا مون على موقع أول ميوزيك (الإنجليزية)
- أليونا مون على موقع ديسكوغز (الإنجليزية)